# George Ball (diplomaat)
George Wildman Ball (Des Moines, 21 december 1909 - New York, 26 mei 1994) was een Amerikaans diplomaat.

## Levensloop
Ball werd geboren in Iowa, woonde daarop in Illinois en studeerde af aan de Northwestern-universiteit. In 1944 en 1945 was hij directeur van de Strategic Bombing Survey (SBS) voor Europa in Londen.
Hij was ondersecretaris voor landbouw en economische zaken in de regeringen van presidenten John F. Kennedy en Lyndon B. Johnson. Hij stond bekend als een tegenstander van de escalatie van de oorlog in Vietnam. Ball was een van de ontwikkelaars van Telegram 243 (Cabel 243) en voorstander van de staatsgreep van 1963 in Zuid-Vietnam tijdens de regering van president Ngô Đình Diệm.
Van 26 juni tot 25 september 1968 was hij ambassadeur voor de VS bij de Verenigde Naties. In augustus van dat jaar hield hij een gepassioneerd betoog voor de bescherming van de rechten van vrijheid voor Tsjecho-Slowakije tegen de Sovjet-invasie en het recht van leven zonder dictaturen.
Tijdens de regering van Richard Nixon hielp Ball met het schrijven van de Amerikaanse voorstellen voor de Perzische Golf. Hij stond al sinds langer tijd kritisch tegenover de Israëlische politiek ten opzichte van haar Arabische buren. Dit kwam onder meer tot uitdrukking in essays van zijn hand en het boek dat hij in 1992 met zijn zoon uitbracht, The Passionate Attachment: America’s Involvement With Israel.
Ball was een pleitbezorger van vrijhandel, multinationale ondernemingen en hun mogelijkheden in wat hij zag als het neutraliseren van verouderde natiestaten. Voor en na zijn werk als ambassadeur was hij werkzaam als seniordirecteur bij Lehman Brothers tot 1982.
Ball behoorde tot de eerste Noord-Amerikaanse leden van de Bilderbergconferentie en woonde, behalve een, alle vergaderingen bij tot aan zijn dood.
Hij overleed in 1994 en werd begraven op Princeton Cemetery.

## Onderscheidingen
In 1993 werd hij onderscheiden met een Four Freedoms Award in de categorie vrijwaring van vrees.